# احمد المصلی
احمد المصلی (عربی: أحمد فرج حسين المصلي؛ زادهٔ ۲۸ دسامبر ۱۹۷۹) بازیکن فوتبال اهل لیبی بود.
از باشگاه‌هایی که در آن بازی کرده‌است می‌توان به باشگاه ورزشی العربی کویت، باشگاه فوتبال بنزرتی، باشگاه فوتبال الانتاج الحربی، و باشگاه فوتبال الملعب تونس اشاره کرد.
وی همچنین در تیم ملی فوتبال لیبی بازی کرده‌است.